# Avril 1971

## Évènements
- L’Unité populaire remporte les élections municipales au Chili avec 49,75 % des voix. La démocratie chrétienne se rapproche de la droite et le paysage politique devient bipolaire.
- 3 avril : Robert Bourassa, Premier ministre du Québec, promet 100 000 emplois avant la fin de son premier mandat
- 5 avril :
  - Le Janatha Vimukthi Peramuna commence une rébellion contre le gouvernement de Sirimavo Bandaranaike à Ceylan. L’Inde intervient pour sauver le gouvernement.
  - France : publication dans le Nouvel Observateur du manifeste des 343[1] femmes en faveur de l'avortement, où 343 femmes du monde de l’art et des lettres revendiquent avoir eu recours à l’avortement.
- 7 avril : allocution de Richard Nixon sur la guerre du Vietnam[2].
- 8 avril : arrestation de Yoro Diakhité, ministre des Affaires étrangères du Mali et du capitaine Malik Diallo, commissaire à l’Information, accusés de complot. Jugé en juillet 1972 par la Cour de sûreté de l'État, ils sont condamnés aux travaux forcés dans les mines de sel de Taoudeni.
- 10 avril : une équipe américaine de ping-pong arrive à Pékin (République populaire de Chine) et est reçue par Mao Zedong : c’est la ping pong diplomacy, le président Richard Nixon ayant décidé de jouer la carte chinoise contre l’Union soviétique.
- 17 avril : les dirigeants de la Ligue Awami réfugiés à Calcutta proclament l’indépendance du Bangladesh. Huit millions de réfugiés ont fui vers l’Inde en juillet.
- 18 avril (Formule 1) : Grand Prix automobile d'Espagne.
- 21 avril : dictature de Jean-Claude Duvalier en Haïti (fin en 1985).
- 27 avril[3] : Park Chung-hee est réélu président de la Corée du Sud avec l’appui du Parti démocratique républicain.

## Naissances
- 2 avril : Traci Braxton, auteur-interprète, présentatrice radio, personnalité de la télévision et philanthrope américaine († 11 mars 2022).
- 3 avril : 
  - Emmanuel Collard, pilote automobile français.
  - Anastasia Zavorotniouk, actrice russe († 30 mai 2024).
- 4 avril: Sophie Edelstein, directrice du cirque Pinder et cousine de Lisa Edelstein
- 7 avril : Guillaume Depardieu, acteur français († 13 octobre 2008).
- 9 avril :
  - Jacques Villeneuve, pilote automobile québécois.
  - Rudy Méliczek, réalisateur français.
  - Austin Peck, acteur américain.
- 11 avril: Oliver Riedel, Bassiste allemand.
- 12 avril : Shannen Doherty, actrice américaine († 14 juillet 2024).
- 16 avril : Selena Quintanilla, chanteuse américaine.
- 18 avril : David Tennant, acteur écossais.
- 19 avril : Gad Elmaleh, humoriste et acteur français.
- 30 avril : Raymi Sambo, acteur, réalisateur, producteur et scénariste néerlandais.

## Décès
- 5 avril : 
  - Maurice De Korte, sculpteur, belge (° 8 août 1889).
  - Maurice Brasset, homme politique fédéral provenant du Québec.
- 6 avril : Igor Stravinsky, compositeur russe (° 1882).
- 11 avril : Marcel Gromaire, peintre (°24 juillet 1892).
- 12 avril : Wynton Kelly, pianiste de jazz américain (° 2 décembre 1931).
- 14 avril : Hector Authier, politicien québécois.
- 19 avril : Earl Thomson, athlète.
- 20 avril : Alberto Magnelli, peintre italien (° 1er juillet 1888).
- 21 avril : François « Papa Doc » Duvalier, dictateur haïtien.
- 30 avril : Henri Adeline, général de brigade et résistant français (° 8 mai 1898).